# Triopterys
Triopterys là một chi thực vật có hoa trong họ Malpighiaceae.

## Loài
Chi Triopterys gồm các loài: